# Esteban Lazo Hernández
Juan Esteban Lazo Hernández (sinh ngày 26/2/1944 tại Jovellanos) là chính trị gia Cuba, là Chủ tịch Quốc hội Chính quyền Nhân dân Cuba, nghị viện Cuba, từ năm 2013. Trước đó ông là Phó Chủ tịch Hội đồng Nhà nước. Ông là ủy viên Ban Chấp hành Trung ương Đảng Cộng sản Cuba từ 1980 và đại biểu Quốc hội từ 1981.
Ngày 25/2/2013, Lazo được bầu làm Chủ tịch Quốc hội Chính quyền Nhân dân.

## Tiểu sử
Ông sinh năm 1944 tại thành phố Jovellanos, tỉnh Matanzas trong một gia đình người Cuba gốc Phi.
Ông được đi học lần đầu tiên tại ngôi trường nông thôn của khu phố nơi ông sinh ra, học đến lớp 5.
Ông không thể tiếp tục việc học vì lý do tài chính và phải làm ruộng để phụ giúp gia đình. Khi Cách mạng thắng lợi, ông mới 14 tuổi và bắt đầu làm việc trong nhà máy xay lúa "La Isabel" và sau đó là máy sấy lúa, xen kẽ với công việc nông nghiệp cho đến năm 1963.
Sau này ông tiếp tục tham gia việc học tập và đã tốt nghiệp Cử nhân Kinh tế. 

## Tham gia chính trị và cách mạng
Khi còn trẻ, sau chiến thắng của cách mạng Cuba, ông gia nhập Hội Thanh niên Quật khởi (Asociación de Jóvenes Rebeldes), và là thành viên sáng lập của Hội, tiền thân của Đoàn Thanh niên Cộng sản Cuba sau này. Vai trò của ông trong hội là tham gia chiến dịch xóa mù chữ.
Năm 1961, ông gia nhập các đơn vị của Lực lượng Dân quân Cách mạng (Milicias Nacalesales Revolucionarias), kể từ khi thành lập Ủy ban Quốc phòng Cách mạng (Comités de Defensa de la Revolución), ông là thành viên của ủy ban.
Năm 1963, ông gia nhập Đảng Cộng sản Cuba, bắt đầu làm việc như một công chức trong thành phố, được bầu làm Ủy viên Ban Chấp hành Đảng bộ Huyện Jovellanos. Sau đó, ông đi học tại Trường Đảng Cao cấp Ñico López (Escuela Superior del Partido Ñico López).
Năm 1968, ông làm Bí thư thứ nhất Huyện ủy San Pedro de Mayabón. Sau đó năm 1971 bầu làm Ủy viên Thường vụ Tỉnh ủy Matanzas. Tháng 12/1975 là đại biểu tham dự Đại hội Đảng Cộng sản Cuba Toàn quốc lần thứ nhất.
Năm 1980, ông được bầu vào Ban Chấp hành Trung ương Đảng khóa II, làm Bí thư thứ hai Tỉnh ủy Matanzas. Năm 1981, được bầu làm Bí thư thứ nhất Tỉnh ủy Matanzas và đại biểu Quốc hội Chính quyền Nhân dân.
Năm 1986, làm Bí thư thứ nhất Tỉnh ủy Santiago de Cuba, sau đó tiếp tục được bầu làm Ủy viên Bộ Chính trị Trung ương Đảng khóa III.

## Lãnh đạo Nhà nước
Tháng 2/1992, ông được bầu làm Phó Chủ tịch Hội đồng Nhà nước giữ chức vụ này liên tục đến năm 2013.
Năm 1994, ông làm Bí thư thứ nhất Thành ủy La Habana.
Năm 2003, phụ trách lĩnh vực tư tưởng của Bộ Chính trị. Năm 2006, được bầu vào Ban Bí thư.
Ngày 24/2/2013, tại kỳ họp thứ nhất Quốc hội khóa VIII ông được bầu làm Chủ tịch Quốc hội.
Sau khi Hiến pháp mới được thông qua tháng 2/2019, ngày 10/10/2019, ông được bầu làm Chủ tịch Quốc hội kiêm nhiệm Chủ tịch Hội đồng Nhà nước.

## Chức vụ khác
Ông là Ủy viên Trung ương Đảng các khóa II, III, IV, V, VI và VII; Bí thư Trung ương Đảng khóa V, VI. Ủy viên Bộ Chính trị khóa III, IV, V, VI và VII; Đại biểu Quốc hội các khóa II, III, IV, V, VI, VII và VIII.